# フィラデルフィア・ソウル
フィラデルフィア・ソウル（英語: Philadelphia soul）は、1970年代前半に一世を風靡したフィラデルフィア発のソウルミュージック（ソウル）の一形態で、フィリー・ソウル（Philly soul）とも呼ばれる。
作品の大半がシグマ・スタジオで制作されたことから「シグマ・サウンド」とも言われる。ストリングスを擁した華麗で柔らかく甘めのサウンドが特徴である。それまでのソウル、R&Bをより洗練された都会的雰囲気のサウンドに変貌させた。フィリー・ソウルを仕立てたフィラデルフィア・インターナショナル・レコード（PIR/Philadelphia International Records）のハウス・バンド、MFSBによる流麗なサウンドが、ヴァン・マッコイやバリー・ホワイトらに影響を与えた。

## 概要
ロックンロールが隆盛下のフィラデルフィアでは、黒人人口が多い割にはソウルは栄えず、アイドル歌手等による白人のポップ・ミュージックがヒットしていた。1950年代後半から1960年代前半にかけて、勢力があったレーベルはフィラデルフィアで唯一のレーベルであったキャメオ・パークウェイのみであった。扱っていたのはボビー・ライデルらの芸能人的アイドル歌手や、流行のダンス・ミュージックであり、白人受けしたものであったが、このレーベルも1968年には倒産する。
このレーベルに替わり、フィリー・サウンドを作ったのが、フィラデルフィア・インターナショナル・レコード（PIR）である。このレーベルは、1971年にケニス・ギャンブルとリオン・ハフによるプロダクション・チーム「ギャンブル&ハフ」により設立され、コロムビア・レコードと配給契約をした。オージェイズ、ビリー・ポール、ハロルド・メルヴィン&ザ・ブルー・ノーツや、後にソロとなったテディ・ペンダーグラス等が代表的なミュージシャンである。彼らのサウンドを特徴づけるのはストリングスやブラス・アンサンブルであり、これはPIRのハウス・バンド、MFSB（Mother Father Sister Brother）によるものである。MFSBのヒットにはスリー・ディグリーズの歌をフィーチャーした「ソウル・トレインのテーマ」(1974年) がある。
PIR以外でもヒットしたミュージシャンには、スピナーズやザ・スタイリスティックスがおり、これにはPIRの音楽プロデューサー、トム・ベルが一役買った。

## 著名なアーティスト
- オージェイズ
- ビリー・ポール
- テディ・ペンダーグラス
- ザ・スピナーズ
- ザ・スタイリスティックス
- ザ・スリー・ディグリーズ
- デルフォニックス
- イントルーダーズ
- ハロルド・メルヴィン&ザ・ブルー・ノーツ
- ウィリアム・デヴォーン
- MFSB
- エボニーズ（英語版）
- ブルー・マジック
- トランプス（英語版）
- フィリー・ディボーションズ
- ピープルズ・チョイス（英語版）
- バニー・シグラー（英語版）
- デクスター・ワンセル（英語版）
- ジョーンズ・ガールズ（英語版）
- マクファーデン&ホワイトヘッド（英語版）
- ルー・ロウルズ
- アンソニー・ホワイト
- フューチャーズ